# スコッツビル (ケンタッキー州)
スコッツビル（英: Scottsville）は、アメリカ合衆国、ケンタッキー州アレン郡にある都市、かつ同郡の郡庁所在地である。2010年国勢調査時点での人口は4,226人だった。有名なバプテスト教会の福音伝道者で禁酒指導者のモーデカイ・ハムはすぐ近くのアレンシティで生まれた。

## 地理
国勢調査局によると、この市の総面積は14. 9km²（5.8平方マイル）で、その全域が陸地である。

## 人口動態
2000年の国勢調査によると、この都市には4,327人、1,839世帯、1,191家族が暮らしている。人口密度は289.5人/km²（749.6人/平方マイル）。2,059軒の住宅があり、1平方キロあたり137.8軒（1平方マイルあたりでは356.7軒）である。住民の人種構成は白人が95.49%、アフリカ系が3.28%、ネイティブアメリカン系が0.02％、アジア系が0.09%、その他の人種が0.37%、混血が0.72％、ヒスパニック（ラテン系）が0.81%を占める。
1,839世帯のうち29.1%は18歳未満の子供と暮らしており、46.8%は夫婦で生活している。15.1%は未婚の女性が世帯主であり、35.2%は家族以外の住人と同居している。32.8%が単身世帯で、16.5%は65歳以上の単身高齢者世帯である。1世帯あたりの平均構成人数は2.30人、家庭の平均構成人数は2.89人である。
住民のうち24.1%が18歳未満の未成年、9.2%が18歳以上24歳以下、26.6%が25歳以上44歳以下、22.5%が45歳以上64歳以下、17.6%が65歳以上となっており、平均年齢は38歳である。女性100人に対し男性が87.1人の割合だが、18歳以上の女性100人ごとに対しては81.1人である。
一世帯あたりの平均収入は24,479米ドルで、家族ごとでは32,284米ドルである。男性の平均収入は24,821米ドル、女性の平均収入は21,769米ドルで、労働者でない人も含めた住民一人当たりの収入は13,618米ドルとなる。総人口の21.1%、家族の16.5%、18歳未満の子どもの24.2%、および65歳以上の老人の22.1%は貧困線以下の収入で生計を立てている。

## スコッツビル出身の著名人
- チャールズ・ネイピア - 俳優
- ノロー・ウイルソン - カントリーミュージック歌手